# غوري شانكار
غوري شانكار (بالإنجليزية: Gauri Shankar)‏ هو لاعب شطرنج هندي، ولد في 1 أكتوبر 1992.

## وصلات خارجية
- غوري شانكار على موقع الاتحاد الدولي للشطرنج (الإنجليزية)
- غوري شانكار على موقع مباريات الشطرنج (الإنجليزية)
- غوري شانكار على موقع 365Chess.com (الإنجليزية)
- غوري شانكار على موقع Chesstempo.com (الإنجليزية)
- غوري شانكار على موقع الاتحاد الأمريكي للشطرنج (الإنجليزية)